# Rahart
Rahart é uma comuna francesa na região administrativa do Centro, no departamento Loir-et-Cher. Estende-se por uma área de 14,06 km². Em 2010 a comuna tinha 322 habitantes (densidade: 22,9 hab./km²).